# Silvașu de Sus
Silvașu de Sus is een dorp in de regio Transsylvanië, in het Roemeense district Hunedoara. Het ligt 13 km ten noordwesten van Hațeg. De Prislopkerk in Silvașu de Sus is een historisch en architectonisch monument en is gebouwd door de legendarische Nicodim, in de 14e eeuw, of door prinses Zamfira, de dochter van prins Moise (in 1564). 
In Silvașu de Sus staat een oude Roemeense school en een bishopate.

## Literatuur

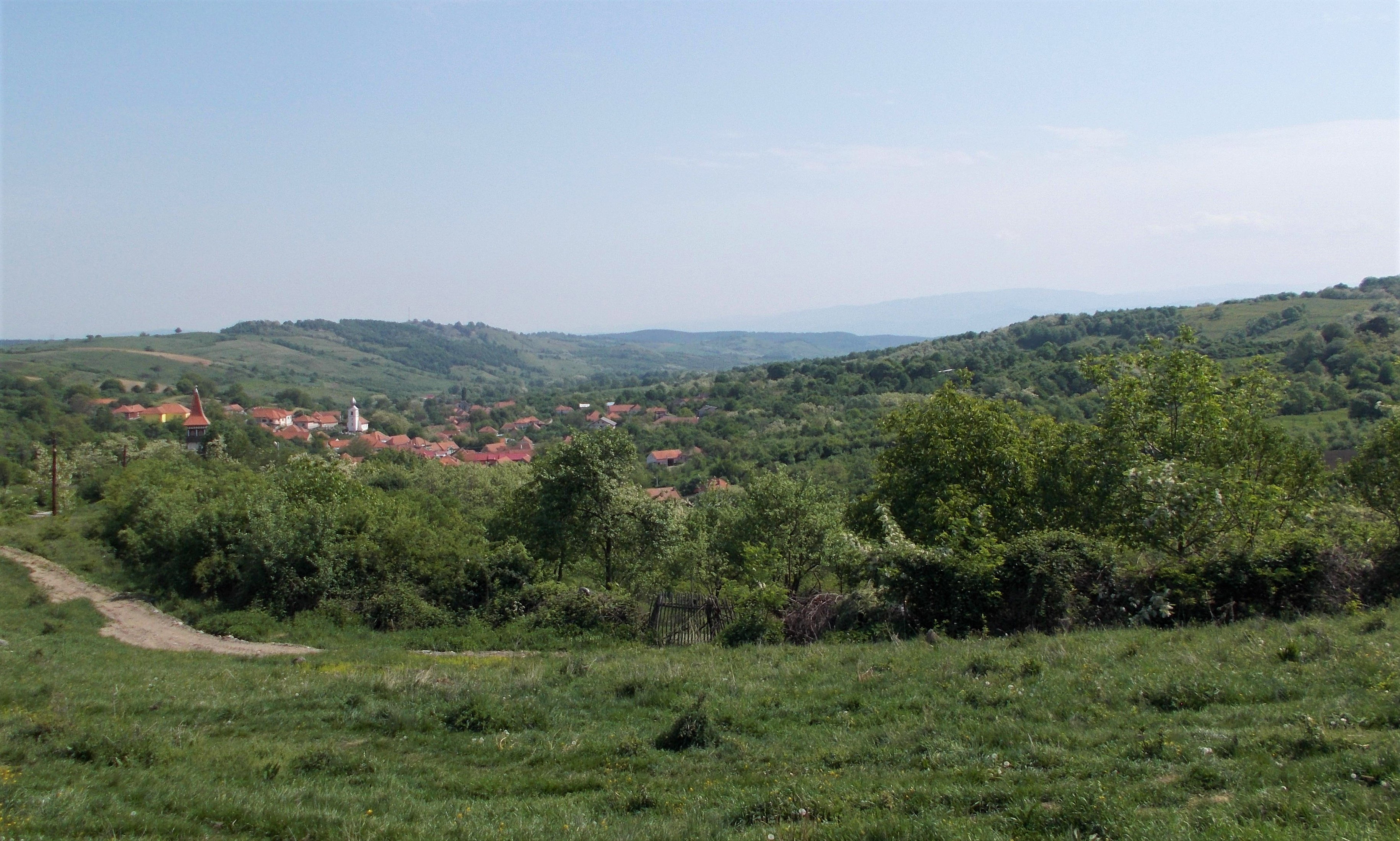
Silvașu de Sus